# Long Way Round
Long Way Round (El Mundo en Moto con Ewan Mc Gregor) es una serie de documentales para televisión, una edición de DVD y un libro que documentan el viaje de 19 000 millas (30 577,5 km) desde Londres hasta Nueva York de Ewan McGregor y Charley Boorman en motocicleta. El viaje se desarrolla en dirección este por Europa y Asia; cruzando en avión hasta Alaska y continuando desde allí hasta Nueva York por carretera.

## Antecedentes
McGregor y Boorman se inspiraron en el libro Jupiter's Travels (Los Viajes de Júpiter) del legendario motociclista Ted Simon en el que relata su vuelta al mundo a lomos de una moto Triumph. McGregor y Boorman coincidieron con Simon en Ulan Bator, Mongolia, durante el rodaje del programa (el encuentro quedó reflejado en el capítulo 5 del programa). Así mismo, la Ruta de los Huesos se convirtió en un reto para los motociclistas de aventuras tras la caída de la Unión Soviética. El primer motociclista occidental en recorrerla fue el noruego Helge Pedersen en 1995. Posteriormente, otros le siguieron; entre ellos Simon Milward en 2001.

## Desarrollo
Del 14 de abril al 29 de julio de 2004, McGregor, Boorman, un cámara (Claudio von Planta) a bordo de una tercera moto y el equipo de apoyo viajaron de Londres a Nueva York, vía Europa Occidental y Central, Ucrania, Rusia, Kazajistán, Mongolia, Siberia y Canadá, cubriendo una distancia de 18 887 millas (30 395,6 km). Los únicos tramos en los que no se emplearon motocicletas fueron 580 millas (933,4 km) en tren en Siberia, una complicada sección de la Ruta de los Huesos al final de su paso por Rusia que se atravesó en camión y el vuelo entre Magadán en la costa oriental rusa y Anchorage en Alaska, que supuso 2505 millas (4031,4 km).
El recorrido atravesó doce países: comenzando en Reino Unido y pasando entonces a Francia, Bélgica, Alemania, República Checa, Eslovaquia, Ucrania, Rusia, Kazajistán, Mongolia, Estados Unidos y Canadá, para finalmente terminar en Nueva York. En los primeros episodios, así como en el libro, se mencionan 13 países. Esto se puede deber a que en las primeras rutas que se barajan en la explicación del libro, se menciona la entrada en Kirguistán, en el viaje entre las dos ciudades kazajas de Shymkent y Almaty. Sin embargo, esta entrada en Kirguistán no es mencionada explícitamente en el libro ni en la serie de televisión.
El equipo empleó principalmente hoteles como alojamiento mientras viajaban por Europa, Norteamérica y ciertas partes pobladas de Rusia. Pero en muchas ocasiones no tuvieron otra alternativa que emplear la acampada una vez alcanzadas Kazajistán y Mongolia. En el trayecto, visitaron puntos de interés turístico; principalmente, el Puente Carlos, el Reloj Astronómico de Praga y el Osario de Sedlec en Chequia, el mar Caspio y el mar de Aral en Kazajistán, la Máscara del Dolor en Rusia, y el Monte Rushmore en los Estados Unidos. Finalmente, llegaron a Nueva York dentro de las fechas programadas acompañados de un gran grupo de moteros entre los que se incluían el padre de McGregor, y el equipo de Orange County Choppers.
El proyecto también trató de atraer la atención de los esfuerzos humanitarios de UNICEF. Durante el recorrido, el equipo se detuvo en un orfanato en Ucrania que albergaba a los niños afectados por el desastre de Chernóbil, un centro de jóvenes donde habían construido un muro de escalada en Kazajistán y un centro que cuidaba de los niños que viven en las calles y en los sistemas de calefacción de las casas de Ulán Bator, Mongolia.

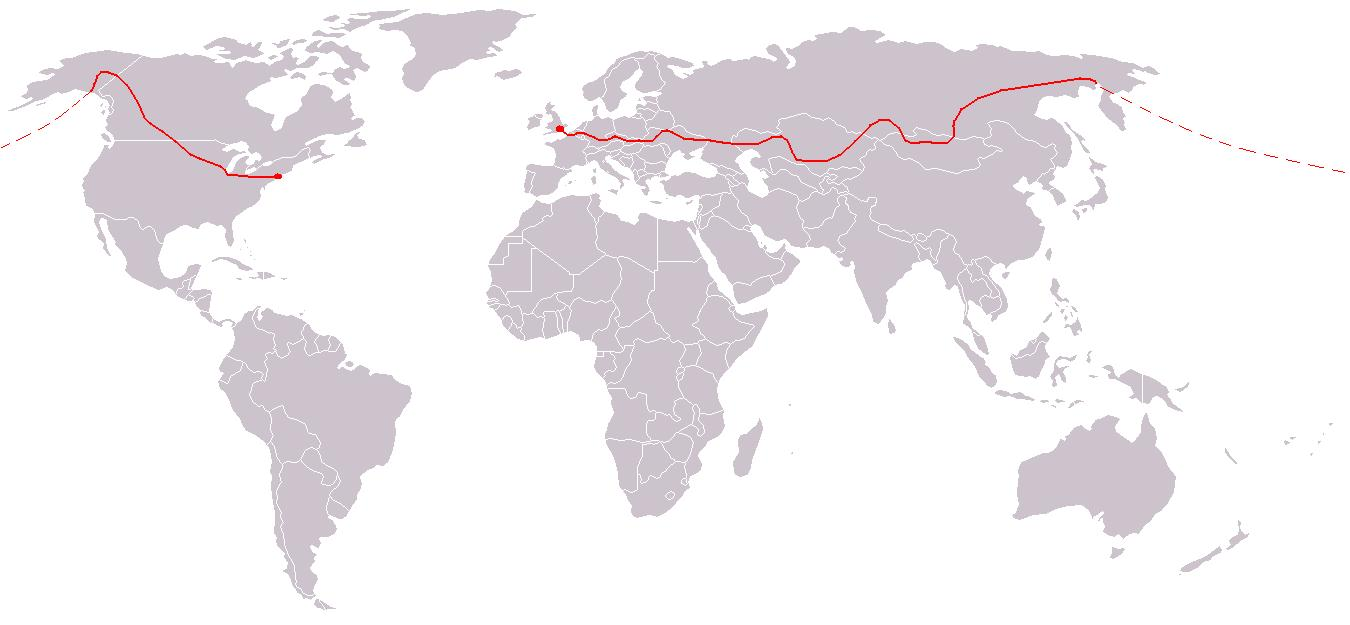
Recorrido seguido por el equipo de Long Way Round.

Tras la emisión de la serie, un doble DVD fue editado a finales de 2005. Los episodios aparecían sin título pero seguían de manera aproximada las siguientes etapas del viaje:
- Episodio 1: Preparación;
- Episodio 2: Londres - Volgogrado;
- Episodio 3: Kazajistán;
- Episodio 4: Barnaul - Mongolia occidental;
- Episodio 5: Mongolia occidental - Yakutsk;
- Episodio 6: Yakutsk - Magadán (la Ruta de los Huesos);
- Episodio 7: Anchorage - Nueva York

En 2006, se editó una Edición Especial en DVD, añadiendo un tercer disco. Se añadieron capítulos, siendo esta la distribución:
- Episodio 1: Preparación, parte 1;
- Episodio 2: Preparación, parte 2;
- Episodio 3: London - Volgogrado;
- Episodio 4: Kazajistán;
- Episodio 5: Barnaul - Mongolia occidental;
- Episodio 6: Mongolia occidental - Yakutsk;
- Episodio 7: Yakutsk - Magadan (la Ruta de los Huesos);
- Episodio 8: Anchorage - Calgary;
- Episodio 9: Calgary - Nueva York;
- Episodio 10: Un Año Después.

## Vehículos
A la hora de seleccionar las motocicletas, McGregor era partidario de emplear unas BMW, mientras que Boorman prefería KTM, un fabricante austriaco especialista en motocicletas de motocross y off-road. También barajaron emplear Honda. Tras las pruebas off-road con las motos KTM y BMW, McGregor cedió a la decisión de Boorman al ver su pasión por esas motos. Sin embargo, tras una reunión con un especialista de KTM, la compañía decidió no proveer al equipo con sus motos ya que consideraba que el viaje parecía demasiado peligroso, con muchas probabilidades de no ser finalizado y quizás generar mala publicidad para la marca.
El equipo decidió seguir adelante entonces con las BMW. La compañía contribuyó con tres motocicletas BMW R1150GS Adventure. Contaban con una serie de modificaciones para facilitar la adaptación al tipo de viaje y la finalización del proyecto. Las motos también estaban equipadas con cámaras, micrófonos y sistemas de telefonía móvil con pantallas táctiles integradas en los mandos.
El equipo de apoyo consistía en los productores David Alexanian y Russ Malkin, y el cámara Jim Simak. Durante el recorrido por Rusia y Asia, también les acompañaban un experto en seguridad, Sergey, y un doctor, Vasily. El equipo de apoyo viajaba en dos vehículos 4X4 Mitsubishi -un pickup L200 y un Montero-. Normalmente, este equipo viajaba un día por detrás de los motociclistas y se encontraban con ellos en el cruce de fronteras. Sin embargo, en ciertas etapas de Rusia en la Ruta de los Huesos, el equipo de apoyo viajó junto con los motoristas ante la dificultad en cruzar ciertos ríos con crecidas. En ciertos casos requirieron la ayuda de camioneros locales para atravesarlos.

## Problemas legales y accidentes
Antes de abandonar Londres, McGregor y Boorman recibieron entrenamiento de distintas disciplinas. Primero se entrenaron en operar en entornos hostiles y zonas de riesgo (controles ilegales, tiroteos...). En este aspecto, recibieron la ayuda de Jamie Lowther-Pinkerton, que anteriormente había sido Mayor en las fuerzas aéreas inglesas. También tuvieron un entrenamiento de conducción off-road, así como unas clases básicas de ruso, mecánica y primeros auxilios. Además recibieron el consejo práctico de expertos y embajadas a la hora de decidir la ruta que querían desarrollar.
El primer problema legal apareció antes de comenzar el viaje: el permiso de conducir suizo del cámara Claudio von Planta era inválido para atravesar la mayoría de los países que iban a atravesar. Además, Claudio había olvidado su pasaporte en Suiza y su madre tuvo que llevárselo expresamente a Londres. Para solucionar el problema del permiso de conducir, Claudio trató de obtenerlo en Reino Unido pero falló, por lo que el equipo decidió partir para no retrasar más el viaje, cubrir el rodaje con las cámaras de mano y en las motos de McGregor y Boorman hasta Praga y allí reunirse con Claudio (que iba a volver a presentarse al examen). Esta segunda ocasión, Claudio obtuvo el permiso y se reunió con el resto del equipo en Chequia.
Una vez en el viaje, el equipo tuvo problemas al cruzar entre la República Checa y Eslovaquia ya que no habían sellado el carnet que registraba el material de rodaje a la entrada en Chequia. Finalmente consiguieron solucionarlo y siguieron adelante pero en Ucrania sucedió algo similar cuando tan solo disponían de las fotocopias de los papeles de registro de los vehículos. Tuvieron que esperar 12 horas en la frontera antes de que el asunto se solucionara.
En Kazajistán, las autoridades decidieron ponerles una escolta policial durante prácticamente todo el recorrido. En un comienzo, esto desagradó a McGregor y Boorman ya que además, la prensa local aparecía en cada punto donde se detenían. Sin embargo, al detenerse en un punto de carretera desértico, el equipo vio pasar un automóvil con un pasajero portando un arma de fuego por lo que el equipo comprendió el por qué de la escolta policial y se alegraron de ir con ellos.
El equipo sufrió varios problemas con los vehículos. El marco de la moto de Claudio se rompió en Mongolia tras una caída accidental. Se realizó un arreglo rápido por medio de una soldadura. Sin embargo, dicho arreglo echó a perder el sistema de ABS por lo que la moto fue llevada a Ulán Bator para realizarle un arreglo más profundo y Claudio continuó con una moto rusa Izhevsk Planeta 5 (apodada El Demonio Rojo), que fue comprada por 1000 dólares. Más adelante, esa moto se estropeó y fue reparada por unos locales que pasaban cerca del equipo y les ayudaron. También en Mongolia, uno de los 4X4 del equipo de apoyo volcó provocando tan solo heridas leves a sus ocupantes. Tras una reparación, el vehículo continuó adelante. El marco de la moto de Ewan también se rompió en dos ocasiones en Siberia lo que le obligó a pedir a un camionero que le llevara de regreso a Tynda para repararla.
Uno de los principales temores de McGregor se hizo realidad también en Siberia: el motor de la moto de Ewan dejó de funcionar porque le había entrado agua al cruzar uno de los ríos caudalosos en Rusia. Esto sucedió en dos ocasiones, pero Ewan solucionó este problema él mismo extrayendo la bujía y limpiándola. Fue también en Siberia donde se produjo el único robo: un ladrón se llevó los efectos personales de Claudio que habían quedado momentáneamente desatendidos. Durante el viaje en avión entre Magadán y Ancorage, las motos también sufrieron desperfectos al estar varias horas tumbadas. Tras llegar a Alaska, recibieron una revisión completa.
En Calgary, Canadá, un conductor golpeó por detrás la moto de Ewan. El guardabarros amortiguó prácticamente todo el golpe. También en Calgary, al día siguiente, un conductor golpeó levemente al dar marcha atrás la moto de Boorman, que estaba estacionada.
Con respecto a los problemas sanitarios, el principal contratiempo lo vivió Ewan que en dos ocasiones salpicó gasolina en sus ojos accidentalmente al rellenar el tanque (en una de las dos ocasiones, visitó un oculista en Ucrania). En Siberia, Boorman sufrió una contractura en su hombro. Por lo demás, el principal problema fueron las picaduras de mosquitos, principalmente en Kazajistán.

## Música
La música fue seleccionada por Ewan McGregor y Charley Boorman. En la banda sonora se emplean piezas de Stereophonics, Orbital, Massive Attack, Radiohead y otros. El tema inicial del programa, Long Way Round, fue escrito e interpretado por Kelly Jones, líder del grupo galés Stereophonics. Ewan conversó a través de SMS con Kelly Jones durante el viaje sobre las distintas ideas para la canción.

## Otros proyectos

### Race to Dakar
Tras el éxito de Long Way Round, el productor Russ Malkin se lanzó a un proyecto similar; esta vez llevado a cabo por Charley Boorman en solitario. En 2006, Boorman compitió en el Rally Dakar. Este programa fue estrenado en varios países bajo el nombre de Race to Dakar el mismo año.

### Long Way Down
McGregor, Boorman, junto con su equipo, se volvieron a unir para realizar una secuela de Long Way Round. Este segundo viaje se llamó Long Way Down y consistía en descender desde John o' Groats en Escocia hasta Ciudad del Cabo en Sudáfrica en 2007.

### By Any Mean
A mediados de 2008, el productor Russ Malkin se ha vuelto a alinear con Boorman para la realización de un viaje desde Irlanda hasta Australia. En esta ocasión, en vez de emplear motocicletas, recurrirán a cualquier medio de transporte que encuentren, recurriendo en muchas ocasiones a transportes públicos.

### Long Way Up
En junio de 2019 se anuncia un nuevo proyecto que partirá de Argentina recorriendo más de 20.000 km y llegando a Alaska, se llamará "Long Way Up" (del inglés Largo camino arriba). 
En un principio no se sabía que tipo de motocicleta se usaría. En septiembre de 2019 se especula que el viaje será realizado con la Harley-Davidson LiveWire, primera moto eléctrica de la compañía Harley-Davidson